# Clausicella neomexicana
Clausicella neomexicana är en tvåvingeart som först beskrevs av Townsend 1892.  Clausicella neomexicana ingår i släktet Clausicella och familjen parasitflugor. Inga underarter finns listade i Catalogue of Life.